# Mary Adamson Anderson Marshall
Mary Adamson Marshall (née Anderson; Boyndie, 17 januari 1837 - 1910) was een Schotse arts. Ze was een van de Edinburgh Seven, een groep van vrouwelijke studenten die in maart 1869 geneeskunde ging studeren aan de Universiteit van Edinburgh.

## Biografie
Mary Adamson Anderson werd op 17 januari 1837 geboren in Boyndie, Banffshire, Schotland als dochter van ds. Alexander Govie Anderson en Mary Gavin (née Mann).

### Edinburgh Seven
Anderson reageerde op een advertentie van Sophia Jex-Blake om zich aan te sluiten bij een groep vrouwen om te kunnen toegelaten te worden aan de Universiteit van Edinburgh. Een aanvraag werd ingediend in de zomer van 1869 namens de groep van aanvankelijk vijf vrouwen (later in het jaar kwamen er nog twee bij om de Edinburgh Seven te vormen). De groep bestond uit Mary Anderson, Emily Bovell, Matilda Chaplin, Helen Evans, Sophia Jex-Blake, Edith Pechey en Isabel Thorne). De groep vroeg om een toelatingsexamen en het recht om alle lessen en examens bij te wonen die nodig waren voor een graad in de geneeskunde. Deze aanvraag werd goedgekeurd door de universiteitsrechtbank en de Universiteit van Edinburgh werd de eerste Britse universiteit die vrouwen toeliet.
De vrouwelijke studenten kregen meer en meer met vijandigheid te maken. Ze ontvingen obscene brieven, werden naar huis gevolgd, er werd vuurwerk aan de voordeur bevestigd en er werd met modder en afval naar hen gegooid. Invloedrijke leden van de medische faculteit overtuigden de universiteit er uiteindelijk van om de vrouwen hun afstuderen te weigeren door in beroep te gaan bij hogere rechtbanken. De rechtbank oordeelde uiteindelijk dat de vrouwen die een diploma hadden behaald nooit aan de cursus hadden mogen deelnemen. Hun diploma's werden ingetrokken en de campagne in Edinburgh mislukte in 1873. Een aantal van de vrouwen gingen naar Europese universiteiten die vrouwen al toestonden af te studeren en voltooiden daar hun studie.

### Medische studies en carrière
Toen de Universiteit van Edinburgh in 1872 besloot dat vrouwelijke geneeskundestudenten geen diploma zouden behalen, zette Anderson haar studie verder in Parijs. In 1879 behaalde ze op 42-jarige leeftijd haar medisch doctoraat aan de Faculté de médecine de Paris, waar ze haar proefschrift schreef over mitralisstenose en de hogere frequentie ervan bij vrouwen dan bij mannen (Du rétrécissement mitral : sa fréquence plus grande chez la femme que chez l'homme.)
Marchall werkte samen met haar schoonzus, Elizabeth Garrett Anderson, in het New Hospital for Women in Marylebone en opende een apotheek in Notting Hill. Marshall verhuisde in 1895 naar Cannes, waar ze tot haar dood in 1910 haar praktijk openhield.

## Erkenning
De Edinburgh Seven ontvingen op 6 juli 2019, 150 jaar nadat zij zouden hebben moeten afstuderen, postuum een eredoctoraat van de Universiteit van Edinburgh. De diploma's werden door een huidige groep vrouwelijke studenten van de Edinburgh Medical School in ontvangst genomen. De diploma-uitreiking was de eerste van een reeks evenementen die door de Universiteit van Edinburgh waren gepland om de prestaties en het belang van de Edinburgh Seven te herdenken.